# هورمرسدورف
هورمرسدورف (به آلمانی: Hormersdorf) یک منطقهٔ مسکونی در آلمان است که در تسونیتز واقع شده‌است. هورمرسدورف  ۱٬۵۴۸ نفر جمعیت دارد.